# Fliegerabteilung 206 (Artillerie)
Fliegerabteilung 206 (Artillerie) – FA A 206 (Oddział lotniczy artylerii nr 206) – niemiecka jednostka obserwacyjna i rozpoznawcza wspomagania artyleryjskiego Luftstreitkräfte z I wojny światowej.

## Informacje ogólne
Jednostka została utworzona w dniu 30 listopada 1916 roku z Artillerie-Fliegerabteilung 206. Jednostka uczestniczyła w walkach na froncie zachodnim, została rozwiązana po kapitulacji Niemiec. W 1917 roku jednostka była podporządkowana Kofl 1 Armii (Kommandeur der Flieger der 1. Armee).

## Dowódcy eskadry
| Stopień | Nazwisko | Okres         |
| ------- | -------- | ------------- |
| kapitan | Braune   | czerwiec 1917 |